# 장주 (승려)
장주(嶂州) 속명 이재열(李在烈)(1949년 5월 21일~ )은 대한민국의 승려이다. 불교 신문사인 법보신문사의 회장을 맡았으며, 대한불교조계종안의 종책 모임인 화엄회의 회장을 맡았다. 정치에도 참여하였으나 낙선하였다.